# Función de onda

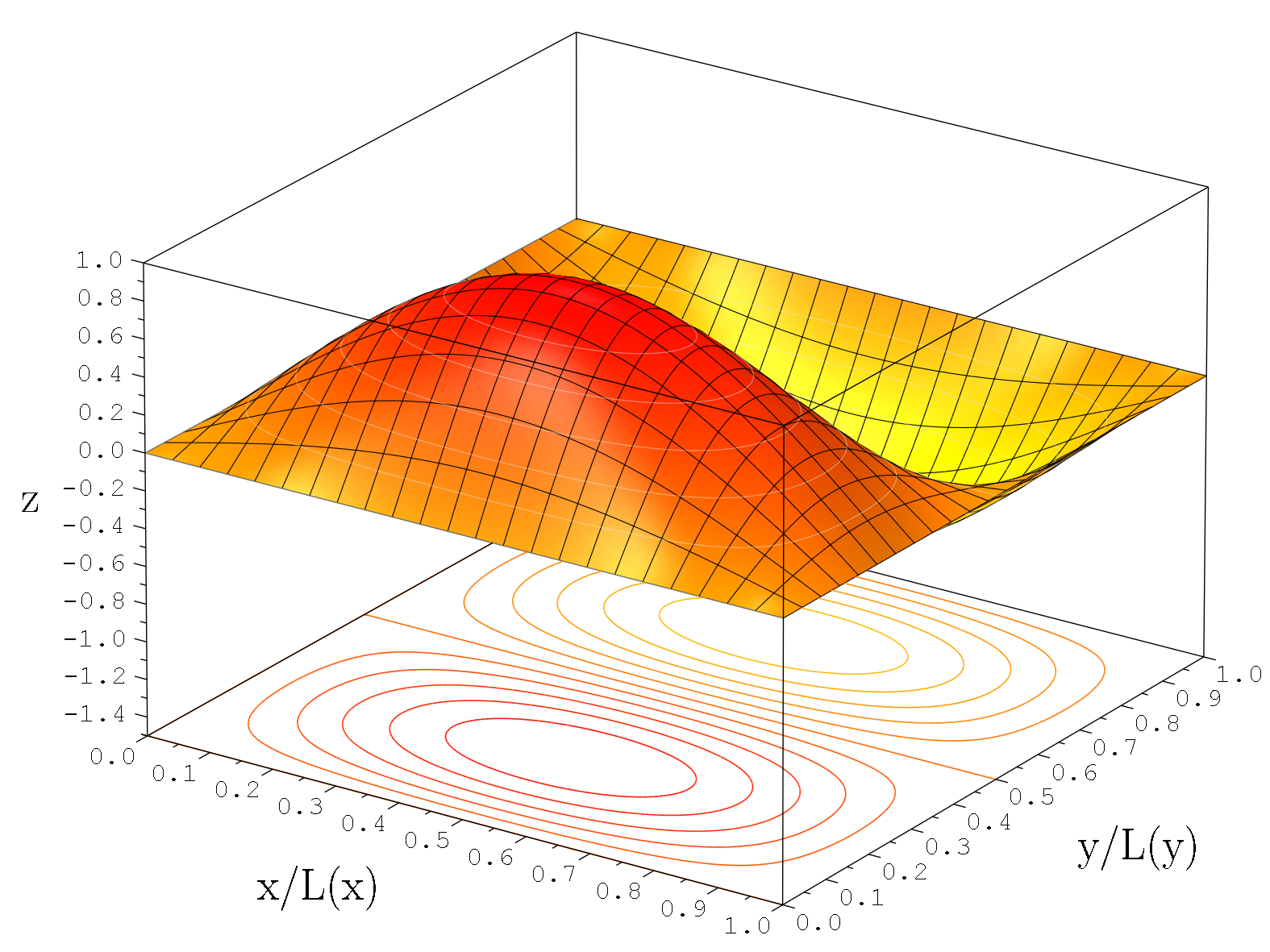
Función de onda para una partícula bidimensional encerrada en una caja. Las líneas de nivel sobre el plano inferior están relacionadas con la probabilidad de presencia.

En mecánica cuántica, una función de onda {\displaystyle \psi (\mathbf {x} ,t)} es una forma de representar el estado físico de un sistema de partículas. Usualmente es una función compleja, de cuadrado integrable y univaluada de las coordenadas espaciales de cada una de las partículas. Las propiedades mencionadas de la función de onda permiten interpretarla como una función de cuadrado integrable. La ecuación de Schrödinger proporciona una ecuación determinista para explicar la evolución temporal de la función de onda y, por tanto, del estado físico del sistema en el intervalo comprendido entre dos medidas (cuando se hace una medida, de acuerdo con el postulado IV, la evolución no es determinista).
Históricamente el concepto función de onda fue desarrollado en el marco de la primera física cuántica, donde se interpretaba que las partículas podían ser representadas mediante una onda física que se propaga en el espacio. En la formulación moderna, la función de onda se interpreta como un objeto mucho más abstracto, que representa un elemento de un cierto espacio de Hilbert de dimensión infinita que agrupa a los posibles estados del sistema.
Para un sistema dado, la elección de qué grados de libertad conmutativos utilizar no es única y, en consecuencia, el dominio de la función de onda tampoco es único.  Por ejemplo, puede ser una función de todas las coordenadas de posición de las partículas en el espacio de posición, o de los momentos de todas las partículas en el espacio de momento; ambas están relacionadas por una transformada de Fourier.  Algunas partículas, como los electrones y los fotones, tienen espín distinto de cero, y la función de onda para tales partículas incluye el espín como un grado de libertad intrínseco y discreto; también se pueden incluir otras variables discretas, como el isospín.  Cuando un sistema tiene grados de libertad internos, la función de onda en cada punto de los grados de libertad continuos (por ejemplo, un punto en el espacio) asigna un número complejo para cada posible valor de los grados de libertad discretos (por ejemplo, el componente z del espín) - estos valores se muestran a menudo en una matriz de columnas (por ejemplo, un vector columna 2 × 1 para un electrón no relativista con espín 1⁄2).
Según el principio de superposición de la mecánica cuántica, las funciones de onda pueden sumarse y multiplicarse por números complejos para formar nuevas funciones de onda y formar un espacio de Hilbert.  El producto interno entre dos funciones de onda es una medida del solapamiento entre los estados físicos correspondientes y se utiliza en la interpretación probabilística fundacional de la mecánica cuántica, la regla de Born, que relaciona las probabilidades de transición con los productos internos.  La ecuación de Schrödinger determina cómo evolucionan las funciones de onda en el tiempo, y una función de onda se comporta cualitativamente como otras ondas, como  ondas de agua u ondas en una cuerda, porque la ecuación de Schrödinger es matemáticamente un tipo de ecuación de onda.  Esto explica el nombre de "función de onda" y da lugar a la dualidad  onda-partícula.  Sin embargo, la función de onda en mecánica cuántica describe un tipo de fenómeno físico, aún abierto a diferentes interpretaciones, que difiere fundamentalmente del de las ondas mecánicas clásicas.
En la interpretación estadística de Born en mecánica cuántica no relativista,
el  módulo al cuadrado de la función de onda, |ψ|2, es un número real interpretado como la densidad de probabilidad de medida de una partícula que se encuentra en un lugar dado o que tiene un momento dado en un momento dado, y que posiblemente tiene valores definidos para grados de libertad discretos.  La integral de esta cantidad, sobre todos los grados de libertad del sistema, debe ser 1 de acuerdo con la interpretación probabilística.  Este requisito general que debe satisfacer una función de onda se denomina condición de normalización.  Dado que la función de onda es de valor complejo, sólo se puede medir su fase relativa y su magnitud relativa -su valor, aisladamente, no dice nada acerca de las magnitudes o direcciones de los observables medibles; uno tiene que aplicar operadores cuánticos, cuyos valores propios corresponden a conjuntos de posibles resultados de las mediciones, a la función de onda ψ y calcular las distribuciones estadísticas para las cantidades medibles.

## Contexto histórico
En 1900, Max Planck postuló la proporcionalidad entre la frecuencia {\displaystyle f} de un fotón y su energía {\displaystyle E}, {\displaystyle E=hf},
y en 1916 la correspondiente relación entre el  momento de un fotón {\displaystyle p} y la longitud de onda de un fotón. {\displaystyle \lambda }, {\displaystyle \lambda ={\frac {h}{p}}},
donde {\displaystyle h} es la constante de Planck. En 1923, De Broglie fue el primero en sugerir que la relación {\displaystyle \lambda ={\frac {h}{p}}}, ahora llamada las ondas de materia, es válida para partículas masivas, siendo la principal pista la invariancia de Lorentz, y esto puede verse como el punto de partida para el desarrollo moderno de la mecánica cuántica. Las ecuaciones representan la dualidad onda-partícula tanto para las partículas sin masa como para las masivas.
En las décadas de 1920 y 1930, la mecánica cuántica se desarrolló utilizando cálculo y álgebra lineal. Entre los que utilizaron las técnicas del cálculo se encontraban Louis de Broglie, Erwin Schrödinger y otros, desarrollando la de ondas. Los que aplicaron los métodos del álgebra lineal fueron Werner Heisenberg, Max Born y otros, desarrollando la "mecánica matricial". Schrödinger demostró posteriormente que ambos enfoques eran equivalentes.
En 1926, Schrödinger publicó la famosa ecuación de onda que ahora lleva su nombre, la ecuación de Schrödinger. Esta ecuación se basaba en la clásica conservación de la energía utilizando operadores cuánticos y las relaciones de Broglie y las soluciones de la ecuación son las funciones de onda para el sistema cuántico. Sin embargo, nadie tenía claro cómo interpretarla. Al principio, Schrödinger y otros pensaron que las funciones de onda representan partículas que están dispersas y que la mayor parte de la partícula está donde la función de onda es grande. Se demostró que esto era incompatible con la dispersión elástica de un paquete de ondas (que representa una partícula) de un objetivo; se dispersa en todas las direcciones.
Aunque una partícula dispersa puede dispersarse en cualquier dirección, no se rompe y despega en todas direcciones. En 1926, Born proporcionó la perspectiva de la amplitud de probabilidad.. Esto relaciona los cálculos de la mecánica cuántica directamente con las observaciones experimentales probabilísticas. Se acepta como parte de la interpretación de Copenhague de la mecánica cuántica. Existen muchas otras interpretaciones de la mecánica cuántica. En 1927, Hartree y Fock dieron el primer paso en un intento de resolver el N-cuerpos función de onda, y desarrollaron el ciclo de autoconsistencia: un iterativo algoritmo para aproximar la función de onda de N''-cuerpos. algoritmo para aproximar la solución. Ahora también se conoce como Método de Hartree-Fock. El Determinante de Slater y permanente (de una matriz) formaba parte del método, proporcionado por John C. Slater.
Schrödinger encontró una ecuación para la función de onda que satisfacía la conservación de la energía de la relativista antes de publicar la no relativista, pero la descartó porque predecía probabilidades y energías negativas. En 1927, Klein, Gordon y Fock también la encontraron, pero incorporaron la electromagnética. interacción y demostraron que era invariante de Lorentz. De Broglie también llegó a la misma ecuación en 1928. Esta ecuación de onda relativista es ahora más comúnmente conocida como ecuación de Klein-Gordon.
En 1927, Pauli encontró fenomenológicamente una ecuación no relativista para describir partículas de espín-1/2 en campos electromagnéticos, ahora llamada ecuación de Pauli. Pauli descubrió que la función de onda no se describía mediante una única función compleja de espacio y tiempo, sino que necesitaba dos números complejos, que corresponden respectivamente a los estados de espín +1/2 y -1/2 del fermión. Poco después, en 1928, Dirac encontró una ecuación a partir de la primera unificación exitosa de la relatividad especial y la mecánica cuántica aplicada al electrón, ahora llamada ecuación de Dirac. En ella, la función de onda es un espinor representado por cuatro componentes de valor complejo: dos para el electrón y dos para la antipartícula del electrón, el positrón. En el límite no relativista, la función de onda de Dirac se parece a la función de onda de Pauli para el electrón. Más tarde, se encontraron otras ecuaciones de onda relativistas.

### Funciones de onda y ecuaciones de onda en las teorías modernas
Todas estas ecuaciones de onda tienen una importancia perdurable. La ecuación de Schrödinger y la ecuación de Pauli son, en muchas circunstancias, excelentes aproximaciones de las variantes relativistas. Son considerablemente más fáciles de resolver en problemas prácticos que sus homólogas relativistas.
La ecuación de Klein-Gordon y la ecuación de Dirac, aunque son relativistas, no representan una reconciliación completa de la mecánica cuántica y la relatividad especial. La rama de la mecánica cuántica en la que estas ecuaciones se estudian del mismo modo que la ecuación de Schrödinger, a menudo llamada mecánica cuántica relativista, aunque muy exitosa, tiene sus limitaciones (véase, por ejemplo, Efecto Lamb) y problemas conceptuales (véase, por ejemplo, mar de Dirac).
La relatividad hace inevitable que el número de partículas de un sistema no sea constante. Para una reconciliación completa, se necesita la teoría cuántica de campos.
En esta teoría, las ecuaciones de onda y las funciones de onda tienen su lugar, pero bajo una apariencia algo diferente. Los principales objetos de interés no son las funciones de onda, sino más bien operadores, los llamados operadores de campo (o simplemente campos donde se entiende operador) en el espacio de Hilbert de los estados (que se describirá en la próxima sección). Resulta que las ecuaciones de onda relativistas originales y sus soluciones siguen siendo necesarias para construir el espacio de Hilbert. Además, los operadores de campos libres, es decir, cuando se supone que no existen interacciones, resultan satisfacer (formalmente) la misma ecuación que los campos (funciones de onda) en muchos casos.
Así, la ecuación de Klein-Gordon (espín 0) y la ecuación de Dirac (espín 1⁄2) de esta forma permanecen en la teoría. Los análogos de espín superior incluyen la ecuación de Proca (espín 1), la ecuación de Rarita-Schwinger (espín 3⁄2), y, más generalmente, las ecuaciones de Bargmann-Wigner. Para campos libres sin masa dos ejemplos son las ecuaciones de Maxwell de campo libre (espín 1) y la ecuación de Einstein de campo libre (espín 2) para los operadores de campo.
Todos ellos son esencialmente una consecuencia directa del requisito de invariancia de Lorentz. Sus soluciones deben transformarse bajo la transformación de Lorentz de una manera prescrita, es decir, bajo una representación del grupo de Lorentz particular y que junto con otras pocas exigencias razonables, por ejemplo la propiedad de descomposición de cúmulos, con implicaciones para la causalidad es suficiente para fijar las ecuaciones.
Esto se aplica a las ecuaciones de campo libre; no se incluyen las interacciones. Si se dispone de una densidad lagrangiana (incluidas las interacciones), entonces el formalismo lagrangiano producirá una ecuación de movimiento a nivel clásico. Esta ecuación puede ser muy compleja y no tener solución. Cualquier solución se referiría a un número fijo de partículas y no daría cuenta del término "interacción" como se denomina en estas teorías, que implica la creación y aniquilación de partículas y no potenciales externos como en la teoría cuántica ordinaria de "primera cuantización".
En la teoría de cuerdas, la situación sigue siendo análoga. Por ejemplo, una función de onda en el espacio de momento tiene el papel de coeficiente de expansión de Fourier en un estado general de una partícula (cuerda) con momento que no está claramente definido.

## Formulación original de Schrödinger-De Broglie
En 1923 De Broglie propuso la llamada hipótesis de De Broglie por la que a cualquier partícula podía asignársele un paquete de ondas o cuantos materiales o superposición de ondas de frecuencia y longitud de onda asociada con el momento lineal y la energía:

{\displaystyle \mathbf {p} ={\frac {h}{\lambda }}=\hbar \mathbf {k} \qquad E_{k}=h\nu =\hbar \omega }

donde {\displaystyle \mathbf {p} ,\ E_{k}} son el momento lineal y la energía cinética de la partícula, y {\displaystyle \mathbf {k} ,\omega } son el vector número de onda y la frecuencia angular. Cuando se consideran partículas macroscópicas muy localizadas, el paquete de ondas se restringe casi por completo a la región del espacio ocupada por la partícula y, en ese caso, la velocidad de movimiento de la partícula no coincide con la velocidad de fase de la onda sino con la velocidad de grupo del paquete:

{\displaystyle v_{g}={\frac {\partial \omega }{\partial k}}={\frac {\partial E_{k}}{\partial p}}={\frac {\partial E_{k}(p)}{\partial p}}={\frac {p}{m}}}

donde {\displaystyle E_{k}(p)=p^{2}/2m}. Si en lugar de las expresiones clásicas del momento lineal y la energía se usan las expresiones relativistas, lo cual da una descripción más precisa para partículas rápidas, un cálculo algo más largo, basado en la velocidad de grupo, lleva a la misma conclusión.
La fórmula de De Broglie encontró confirmación experimental en 1927 en un experimento que probó que la ley de Bragg, inicialmente formulada para rayos X y radiación de alta frecuencia, era también válida para electrones lentos si se usaba como longitud de onda la longitud postulada por De Broglie. Esos hechos llevaron a los físicos a tratar de formular una ecuación de ondas cuántica que en el límite clásico macroscópico se redujera a las ecuaciones de movimiento clásicas o leyes de Newton. Dicha ecuación ondulatoria había sido formulada por Erwin Schrödinger en 1925 y es la celebrada ecuación de Schrödinger:

{\displaystyle -{\hbar ^{2} \over 2m}\nabla ^{2}\psi (\mathbf {x} ,t)+V(\mathbf {x} )\psi (\mathbf {x} ,t)=i\hbar {\partial \psi (\mathbf {x} ,t) \over \partial t}}

donde {\displaystyle \psi (\mathbf {x} ,t)\,} se interpretó originalmente como un campo físico o campo de materia que por razones históricas se llamó función de onda y fue el precedente histórico del moderno concepto de función de onda.
El concepto actual de función de onda es causa de debate en la Física actual, sobre todo en lo que respecta la realidad objetiva e intrínseca de dicha función de onda. Matemáticamente, la implicación del cuadrado de la función de onda es la amplitud de la probabilidad de presencia de materia. Esta interpretación, introducida por Max Born, le valió la concesión del premio Nobel de física en 1954.

## Formulación moderna de Von Neumann
Los vectores en un espacio vectorial se expresan generalmente con respecto a una base (un conjunto concreto de vectores que "expanden" el espacio, a partir de los cuales se puede construir cualquier vector en ese espacio mediante una combinación lineal). Si esta base se indexa con un conjunto discreto (finito, contable), la representación vectorial es una "columna" de números. Cuando un vector de estado mecanocuántico se representa frente a una base continua, se llama función de ondas.

### Formalización
La formalización rigurosa de la función de onda requiere considerar espacios de Hilbert equipados, donde puedan construirse bases más generales. Así para cualquier operador autoadjunto, al teorema de descomposición espectral, permite construir el equivalente de una base vectorial dependiente de un índice continuo (infinito, incontable). Por ejemplo, si se considera el operador de posición {\displaystyle {\hat {\mathbf {X} }}}, que es autoadjunto sobre un dominio denso en el espacio de Hilbert convencional {\displaystyle {\mathcal {H}}\approx L^{2}(\mathbb {R} ^{n})}, entonces se pueden construir estados especiales:

{\displaystyle |\mathbf {x} \rangle \notin {\mathcal {H}}\qquad {\hat {\mathbf {X} }}|\mathbf {x} \rangle =\mathbf {x} |\mathbf {x} \rangle \in {\mathcal {H}}_{e}\qquad {\mathcal {H}}\subset {\mathcal {H}}_{e}}

Pertenecientes a un espacio equipado de Hilbert {\displaystyle {\mathcal {H}}_{e}}, tal que la función de onda puede ser interpretada como las "componentes" del vector de estado del sistema respecto a una base incontable formada por dichos vectores:

{\displaystyle |\psi \rangle =\int _{-\infty }^{\infty }\psi (\mathbf {x} )|\mathbf {x} \rangle \,d\mathbf {x} ,\qquad \qquad \psi (\mathbf {x} )=\langle \mathbf {x} |\psi \rangle }

Nótese que aunque los estados propios {\displaystyle |\mathbf {x} \rangle } del operador posición {\displaystyle {\hat {\mathbf {X} }}} no son normalizables, ya que en general no pertenecen al espacio de Hilbert convencional del sistema (sino sólo al espacio equipado), el conjunto de funciones de onda sí definen estados en el espacio de Hilbert. Eso sucede porque los estados propios satisfacen:

{\displaystyle |\mathbf {x} \rangle ,|\mathbf {x} '\rangle \in {\mathcal {H}}_{e}\qquad \langle \mathbf {x} |\mathbf {x} '\rangle =\delta (\mathbf {x} -\mathbf {x} ')}

Puesto que las funciones de onda así definidas, que son de cuadrado integrable, sí forman un espacio de Hilbert isomorfo y homeomorfo al original, el cuadrado del módulo de la función de onda puede ser interpretado como la densidad de probabilidad de presencia de las partículas en una determinada región del espacio.
Un tratamiento análogo al anterior usando vectores propios del operador momento lineal {\displaystyle {\hat {\mathbf {P} }}} también pertenecientes a un espacio equipado de Hilbert permiten definir las "funciones de onda" sobre el espacio de momentos. El conjunto de estos estados cuánticos propios del operador momento son llamados en física "base de espacio-k" (en contraposición a la función de onda obtenida a partir del operador posición que se llama "base de espacio-r"). Por la relación de conmutación entre los operadores posición y momento, las funciones de onda en espacio-r y en espacio-k son pares de transformadas de Fourier.

{\displaystyle {\tilde {\psi }}(\mathbf {p} )={\frac {1}{(2\pi \hbar )^{3/2}}}\int _{\mathbb {R} ^{3}}\psi (\mathbf {x} )e^{-i\mathbf {p} \cdot \mathbf {x} /\hbar }\,d\mathbf {x} }

El nombre espacio-k proviene de que {\displaystyle \mathbf {p} =\hbar \mathbf {k} }, mientras que el nombre espacio-r proviene del hecho de que las coordenadas espaciales con frecuencia se designan mediante el vector {\displaystyle \mathbf {r} }

### Problemas de nomenclatura
La relación concreta entre la función de onda y la localización de una partícula en un espacio de posiciones, muchos textos sobre mecánica cuántica tienen un enfoque "ondulatorio". Así, aunque el término función de onda se use como sinónimo "coloquial" para vector de estado, no es recomendable, ya que no solo existen sistemas que no pueden ser representados por funciones de onda, sino que además el término función de onda lleva a imaginar que hay algún medio que está ondulando en sentido mecánico.